# 高橋悠里
高橋 悠里（たかはし ゆうり、1987年4月14日 - ）は、地方競馬の岩手県競馬組合・水沢競馬場伊藤和忍厩舎所属の騎手。岩手県出身。
地方競馬教養センター騎手課程第81期生。

## 来歴・人物
寿司店を営む家庭に育ち、中学卒業後、地方競馬教養センターに入所。
2005年3月31日付けで地方競馬騎手免許を取得。同年4月16日第2回水沢競馬1日目第4競走3歳B2条件戦セイントクロスで初騎乗（12頭立て8番人気10着）。同年6月4日第2回盛岡競馬4日目第7競走C3条件戦をマツリダポールで優勝し、43戦目で初勝利（8頭立て1番人気）。同年12月23日第11回水沢競馬1日目第9競走第6回男鹿特別（B2）をミカワマドカで優勝し、特別競走初勝利（12頭立て6番人気）。
2006年岩手競馬のオフシーズンに佐賀競馬場へ遠征、騎乗した。
2007年3月21日、高知競馬場で行われた第21回全日本新人王争覇戦に出場（12人中8位）。
2008年1月14日マカオ・タイパ競馬場で国際見習騎手招待競走に出場。同年7月6日第3回盛岡競馬5日目第10競走第40回岩鷲賞をトーホウライデンで優勝（11頭立て6番人気）し、重賞初制覇。また同馬とのコンビでは同年の南部杯、JBCスプリントにも挑戦した。同年7月14日第4回盛岡競馬3日目第7競走C2二組条件戦をミカワマドカで優勝し、地方競馬通算100勝達成。同年11月30日第10回水沢競馬2日目第9競走第32回シルバーステッキ賞でプリズンガールに騎乗していたが、バランスを崩し落馬した馬に接触し、落馬した。その際頭を打ち1週間の安静、要精密検査と診断されたが、その後頭骨にヒビが入っていることが判明、入院生活を余儀なくされた。冬期の休止期間を経て2009年3月の開催から騎乗を再開した。
2016年9月18日盛岡競馬第2競走C2十組条件戦をキョウビジンで優勝（6頭立て1番人気）し、地方競馬通算500勝達成。
2018年4月上旬から7月31日の予定で釜山慶南競馬場で騎乗。
2021年8月1日付で鈴木七郎厩舎から伊藤和忍厩舎に所属変更となった。
地方通算成績は5542戦397勝・2着484回・3着571回・勝率7.2%・連対率15.9%（2014年11月11日現在）、中央競馬1戦0勝。

## 主な騎乗馬
- トーホウライデン（2008年岩鷲賞、2008年青藍賞）
- モズ（2013年北上川大賞典、かきつばた賞）
- エゴイスト（2016年ハーベストカップ）
- キングジャガー（2017年やまびこ賞、岩手ダービーダイヤモンドカップ、イーハトーブマイル、不来方賞）
- シャドウパーティー（2018年OROターフスプリント）
- ジェフリー（2021年ウイナーカップ）
- キヨラ（2021年オパールカップ）
- ナイトオブナイツ（2021年いしがきマイラーズ）
- ケイアイサクソニー（2022年OROターフスプリント）
- ブローヴェイス（2022年サファイア賞）
- セイレジーナ（2022年寒菊賞）
- トーセンキャロル（2023年岩鷲賞）
- ダット（2023年サファイア賞）
- サクラトップキッド（2024年やまびこ賞）
- ベルベストランナー（2024年オパールカップ）
- ゴールドギア（2025年せきれい賞）
- ミナトミナイト（2025年ひまわり賞）

出典: